# I Live for You
I Live for You è un brano musicale di George Harrison, registrato durante le sessions per All Things Must Pass (1970), ma scartato per la pubblicazione sul triplo LP, per cui rimase ufficialmente un inedito fino alla ristampa dell'album del 2001.

## Il brano

### Composizione e prime registrazione
Il testo della canzone può far considerare I Live for You come un brano di devozione spirituale, ma anche come una canzone d'amore. Considerata da Simon Leng, biografo di George Harrison, come una mite ballata, presenta una strofa con una melodia molto differente rispetta a quella del ritornello, giudicata da Leng come una delle migliori del chitarrista britannico.
Harrison incise la traccia di base di I Live for You agli Abbey Road Studios di Londra, nella prima ondata delle sedute di registrazione per All Things Must Pass, ovvero tra la fine di maggio e la seconda settimana di giugno 1970. Il chitarrista Pete Drake partecipò alla registrazione, venendo consigliato a George da Bob Dylan, il quale ha anche co-scritto I'd Have You Anytime, la traccia d'apertura dell'album, con l'ex-beatle, il quale ha incluso, sempre su All Things Must Pass, una cover della sua If Not for You. Drake, che aveva collaborato con Dylan sugli album John Wesley Harding (1968) e Nashville Skyline (1969), suonò la steel guitar a pedale su I Live for You, Behind That Locked Door e la title track All Things Must Pass, tre tracce influenzate dalla musica country
, tipica del chitarrista del Tennessee. Ringo Starr andò a prendere Drake all'aeroporto, e, nella sua macchina, Pete scoprì la passione del batterista per la musica country; poco tempo dopo, il drummer si trovava a Nashville, per incidere, in soli due giorni, il suo album Beaucoups of Blues (1970). Scontento del risultato (eccetto il lavoro di Drake) e disponendo di molte canzoni registrate in più di quelle che bastavano per un doppiO 33 giri (il terzo LP, denominato Apple Jam, è costituito unicamente da jam-sessions), Harrison non incluse I Live for You nella prima versione dell'album.
Nel 2000, furono fatte delle sovraincisioni sul pezzo, durante la lavorazione per la ristampa per il trentesimo anniversario di All Things Must Pass; partendo solamente dalla voce di Harrison e dalla parte di chitarra di Drake, George aggiunse nuove parti di chitarra ritmica acustica e di basso elettrico, assistito dal figlio Dhani, il quale suonò un piano elettrico Fender Rhodes; stando alle parole di Harrison, partirono dalla base ritmica e, speranzosi, migliorarono la canzone.

### Pubblicazione e accoglienza
Tra la sua registrazione e la pubblicazione ufficiale passarono oltre 30 anni, e, nel frattempo, due versioni del pezzo vennero pubblicate su vari bootlegs, tra cui Songs for Patti (1993), A True Legend (1999) e Through Many Years, al quale un verso di I Live for You diede il titolo.
Scartato dalla pubblicazione anche sulla prima ristampa su CD di All Things Must Pass del maggio 1987, I Live for You attese fino al 22 gennaio 2001 la sua pubblicazione ufficiale, quando venne pubblicata come una delle 5 bonus tracks di un'edizione rimasterizzata su compact disc dell'album originario. Il CD passa da 3 a 2 dischi, e le tracce aggiuntive sono state poste alla fine del primo; ad aprire la fila è proprio questo brano, che viene posto tra Run of the Mill, una canzone sul karma, ed un demo Beware of Darkness. È l'unica canzone completamente inedita: infatti, le altre tre bonus tracks sono il demo di Let It Down, un primo mixaggio di una versione della traccia di base di What Is Life, e My Sweet Lord (2000), una nuova versione della hit My Sweet Lord, datata 1970. Erano molte le outtakes da All Things Must Pass: le altre sono infatti Window Window, Cosmic Empire, I Don't Want to Do It, Gopala Krishna, Everybody, Nobody, Nowhere to Go, Beautiful Girl, Going Down to Golders Green, Mother Divine e Dehra Dun.
In un'intervista promozionale per Billboard del dicembre 2000, George Harrison ha dichiarato che di tanto in tanto pensava alla famiglia di Pete Drake, deceduto nel 1988, per cui, quando riascoltò il nastro, del quale si era scordato (ha dichiarato che potrebbe addirittura non averlo mai sentito prima di quel momento), s'innamorò della parte di steel guitar a pedale, che è la sua parte preferita della canzone. Su una pubblicazione di Rolling Stone Magazine, un memoriale dopo la morte del chitarrista nel novembre 2001, Greg Kot ha giudicato positivamente I Live for You e tutte le altre tracce bonus, lodando particolarmente l'assolo di Drake(EN) Greg Kot, Rolling Stone Magazine,  p. 191.. Simon Leng affermò che si trattava di una perla non ancora pubblicata, molto più meritevole ad essere inclusa nell'album di I Dig Love e la seconda versione di Isn't It a Pity. Contrario alla maggioranza, James Hunter di Rolling Stone dichiarò che le bonus tracks erano inutili e che, poste alla fine del primo CD, interrompevano la track-listing originale.

### Annotazioni
1. ↑  Una nuova versione di I Don't Want to Do It apparve, nel 1985, nella colonna sonora di Porky's Revenge, e venne pubblicata anche come singolo, senza però riscuotere alcun successo.
2. ↑  Una nuova versione di Beautiful Girl apparve su Thirty-Three & 1/3 (1976).
3. ↑  Dehra Dun apparve nel bonus DVD della Beatles Anthology suonata da George Harrison assieme a Paul McCartney e Ringo Starr.